# آمریکو گایگو
آمریکو گایگو (انگلیسی: Américo Gallego؛ زادهٔ ۲۵ آوریل ۱۹۵۵) مربی و بازیکن فوتبال پیشین اهل آرژانتین است. به عنوان هافبک، او ۷۳ بار برای تیم ملی آرژانتین بازی کرد. او در بازی‌های پان امریکن ۱۹۷۵ برای تیم آرژانتین بازی کرد.